# Lonay
Lonay − miejscowość i gmina (commune) w zachodniej Szwajcarii, w kantonie Vaud, w okręgu (district) Morges.  

## Demografia
W Lonay mieszkają 2672 osoby. W 2021 roku 22,3% populacji gminy stanowiły osoby urodzone poza Szwajcarią.

## Transport
Przez teren gminy przebiegają autostrada A1 oraz drogi główne nr 77 i nr 129. 